# Light Up the Sky
Singles de Yellowcard
Rough Landing, Holly
(2006) For You, and Your Denial
(2011)
Light Up the Sky est le premier single extrait de l'album Paper Walls du groupe américain Yellowcard. La version acoustique live a été jouée pour la première fois le 30 mars 2007 lors de leur concert au Troubadour à West Hollywood en Californie. Pour les concerts suivants, ils l'ont ensuite jouée en version électrique. Le 15 mai 2007, la version album a été postée sur leur page MySpace. Elle a été mise en vente sur iTunes le 5 juin 2007.

## Apparitions
Light Up the Sky a été utilisée pour promouvoir aux États-Unis la deuxième saison de la série Heroes en août 2007 et contient des paroles concernant le dernier épisode de la saison 1, ce qui est également le cas pour la chanson The Takedown.
Le titre a également servi pour l'ouverture du programme Best Week Ever de la chaîne américaine VH1 le 21 septembre 2007 et apparaît dans le premier épisode de la cinquième saison de Les Frères Scott en janvier 2008.

## Clip
Le clip, produit par Lisa Mann, a été diffusé sur Yahoo! Music le 10 juillet 2007. Le thème est très sombre ; le groupe interprète la chanson dans un terrain vague très sombre. Cependant, au cours de la chanson, une pluie orange commence à tomber et à « éclairer le ciel » pour ceux qui vivent dans ce monde lugubre.